# 吉岡亜衣加のお茶の間レディオ
『吉岡亜衣加のお茶の間レディオ』は、シンガーソングライターの吉岡亜衣加がパーソナリティを務めるインターネットラジオ番組。2011年7月8日より配信開始。毎週金曜日更新。略称は「お茶レディ」。

## 放送情報
| 放送局                   | 放送時間                | 放送期間        | 備考 |
| ------------------------ | ----------------------- | --------------- | --- |
| ロックンバナナ公式サイト | 毎週金曜日更新          | 2011年7月8日 -  | ※第20回放送より、最新の配信回と共に前週配信回も視聴可能になった。 |
| ListenRadio              | 毎週水曜日 17:00～18:00 | 2011年10月7日 - | ※リピート放送あり。 ※第14回放送より放送開始。 ※Android OSのスマートフォンにて視聴可能。 視聴の際は、Google Play Storeより専用のアプリをダウンロード・インストールする必要がある。 ※最新の配信回と前週配信回の2本構成にて1時間放送される。 |

## パーソナリティ
- 吉岡亜衣加

## 概要
- 2011年7月8日より、ロックンバナナ公式サイトにて配信開始。その前週である6月29日には、約15分の「第ゼロ回プレ放送」が配信された。
- 本配信とは別に、番外編が配信されることがある。
 自身が開催したイベント「お茶大使とお茶しましょう」で流された特別編が、2011年11月5日～10月31日の期間限定で配信された。
- 第27回放送より、「お茶の間ムービー」と題して動画配信が開始された。吉岡曰く「予習ムービーとなっているので、本放送を聴く前に見て欲しい」との事。[1]
- 公式の略称は「お茶レディ」である。「お茶ラジ」と略されがちだが、「お茶ラジではありません、お茶レディです」と吉岡が番組の中で言及している。
- 2012年2月11日に東京オペラシティにて第34回・35回配信分の公開録音を行い、34回が2月24日に、35回が3月6日に配信された。

## ゲスト
- #18，19 カンノユウキ
- #38 宮沢ゆあな
- #42，43 霜月はるか
- #51，52 山本美禰子